# Terre d'Adige
Terre d'Adige est une commune italienne d'environ 3 100 habitants dans la province de Trente. Elle a été créée le 1er janvier 2019 par la fusion des communes de Zambana et Nave San Rocco.
Les communes limitrophes sont  Andalo, Fai della Paganella, Lavis, Mezzolombardo, San Michele all'Adige et Vallelaghi.